# Список науково-фантастичних фільмів 1940-х років
Список науково-фантастичний фільмів, випущених у 1940-х роках. Ці 45 фільмів містять основні елементи наукової фантастики і широко розповсюджуються з рецензіями авторитетних критиків.

## Список
| Назва                          | Режисер                                                | Акторський склад                                                                                        | Країна          |
| ------------------------------ | ------------------------------------------------------ | --- | --------------- |
| 1940 рік                       |                                                        | |                 |
| Мавпа Вільям                   | Найт Борис                                             | Карлофф, Маріс Вріксон, Джин О'Доннелл                                                                  | США             |
| Перш ніж повісити              | Нік Ґрінде                                             | Борис Карлофф, Евелін Кіз, Брюс Беннетт                                                                 | США             |
| Чорна п'ятниця                 | Артур Любін                                            | Борис Карлофф, Бела Лугоші, Стенлі Ріджес                                                               | США             |
| Диявольський кажан             | Джин Ярборо                                            | Бела Лугоші                                                                                             | США             |
| Доктор Циклоп                  | Ернест Б.                                              | Шодсак Альберт Деккер, Дженіс Логан, Томас Коулі                                                        | США             |
| Флеш Ґордон підкорює Всесвіт   | Форд І. Бібі, Рей Тейлор Гаррі                         | К. Бредлі, Ларрі "Бастер" Краббі, Ширлі Дін                                                             | США             |
| Людина-невидимка повертається  | Джо Мей                                                | Седрік Гардвік, Вінсент Прайс, Нен Грей, Джон Саттон                                                    | США             |
| Невидима жінка                 | Едвард Сазерленд                                       | Вірджинія Брюс, Джон Беррімор, Джон Говард, Чарлі Рагглз                                                | США             |
| Таємничий доктор Сатана        | Джон Інгліш, Вільям Вітні                              | Едвін Стенлі, К. Монтегю Шоу                                                                            | США             |
| Син Інґаджі                    | Річард Кан                                             | Зак Вільямс, Лора Боумен, Спенсер Вільямс                                                               | США             |
| Weltraumschiff 1 startet ...   | Антон Куттер                                           | Карл Вері, Фріц Райф, Рольф Верніке                                                                     | Третій Рейх     |
| 1941 рік                       |                                                        | |                 |
| Диявол командує                | Едвард Дмитрик                                         | Борис Карлофф, Річард Фіске, Аманда Дафф, Енн Ревір                                                     | США             |
| Доктор Джекіл і містер Хайд    | Віктор Флемінг                                         | Спенсер Трейсі, Інгрід Бергман, Лана Тернер, Дональд Крісп                                              | США             |
| Таємничий острів               | Едуард Пенклін                                         | Олексій Краснопольський, Павло Киянський, Микола Коміссаров, Юрій Граматикаті, Андрій Андрієнко-Земсков | СРСР            |
| Рукотворне чудовисько          | Джордж Ваґґнер                                         | Лайонел Етвілл, Лон Чейні-молодший, Енн Нейґел, Френк Альбертсон                                        | США             |
| Монстр і дівчина               | Стюарт Гейслер                                         | Еллен Дрю, Роберт Пейдж, Пол Лукас                                                                      | США             |
| 1942 рік                       |                                                        | |                 |
| Боуері опівночі                | Воллес В. Фокс                                         | Бела Лугоші, Джон Арчер                                                                                 | США             |
| Труп зникає                    | Воллес Фокс                                            | Бела Лугоші, Луана Волтерс, Трістрам Кофін, Елізабет Рассел                                             | США             |
| Таємниця доктора Рено          | Гаррі Лахман                                           | Дж. Керрол Нейш, Джон Шепперд, Лінн Робертс                                                             | США             |
| Невидимий агент                | Едвін Л. Марін                                         | Ілона Мессі, Джон Холл, Пітер Лорре, Седрік Хардвік                                                     | США             |
| Божевільний монстр             | Сем Ньюфілд                                            | Джонні Даунс, Джордж Зукко, Енн Нагель, Реджинальд Барлоу                                               | США             |
| 1943 рік                       |                                                        | |                 |
| Людина-мавпа                   | Вільям Бодін                                           | Бела Лугоші, Воллес Форд, Луїза Каррі                                                                   | США             |
| Божевільний упир               | Джеймс Гоґан                                           | Девід Брюс, Евелін Анкерс, Джордж Зукко                                                                 | США             |
| 1944 рік                       |                                                        | |                 |
| Помста людини-невидимки        | Форд Бібі                                              | Джон Холл, Джон Каррадайн, Евелін Анкерс                                                                | США             |
| Леді і чудовисько              | Джордж Шерман                                          | Віра Ралстон, Річард Арлен, Мері Неш, Сідні Блекмер                                                     | США             |
| Творець монстрів               | Сем Ньюфілд                                            | Дж. Керрол Нейш, Ральф Морган, Тала Бірелл                                                              | США             |
| 1945 рік                       |                                                        | |                 |
| Полювання на Таємничий острів  | Спенсер Гордон Беннет, Якіма Канут, Воллес А. Грісселл | Лінда Стірлінг, Гаррі Стренг, Том Стіл                                                                  | США             |
| Людина з вулиці Півмісяця      | Ральф Мерфі                                            | Нільс Астер, Гелен Вокер                                                                                | США             |
| Монстр і мавпа                 | Говард Бретертон                                       | Роберт Лоуері, Ральф Морган, Джордж Макріді                                                             | США             |
| Фіолетовий монстр завдає удару | Спенсер Гордон Беннет, Фред К. Бреннон                 | Лінда Стірлінг, Кен Террелл, Мері Мур                                                                   | США             |
| Дивна святкова арка            | Оболер Гріфф Барнетт                                   | Клод Рейнс, Барбара Бейтс, Томмі Кук, Пол Хілтон                                                        | США             |
| 1946 рік                       |                                                        | |                 |
| Багряний привид                | Фред К. Бреннон, Вільям Вітні                          | Форрест Тейлор, Дейл Ван Сікел, Лінда Стірлінг, Чарльз Квіглі                                           | США             |
| Летючий змій                   | Сем Ньюфілд                                            | Джордж Зукко, Ральф Льюїс, Хоуп Крамер                                                                  | США             |
| Таємничий містер М             | Льюїс Д. Коллінз, Вернон Кіз                           | Річард Мартін, Памела Блейк, Денніс Мур                                                                 | США             |
| 1947 рік                       |                                                        | |                 |
| Чорна вдова                    | Спенсер Гордон Беннет, Фред К. Бреннон                 | Брюс Едвардс, Вірджинія Лі, Керол Форман, Ентоні Ворд                                                   | США             |
| Брік                           | Бредфорд Спенсер                                       | Гордон Беннет, Томас Карр Кейн Річмонд, Рік Валлін                                                      | США             |
| Джек Армстронг                 | Воллес Фокс                                            | Джон Харт, П'єр Уоткін                                                                                  | США             |
| 1948 рік                       |                                                        | |                 |
| Хімія і кохання Артур          | Марія Рабенальт                                        | Ганс Нільсен, Тіллі Лауенштайн, Ральф Лотар                                                             | ФРН             |
| Контрвибух                     | Пол Л. Штайн                                           | Мервін Джонс, Роберт Бітті, Нова Пілбім                                                                 | Велика Британія |
| Кракатит                       | Отакар Вавра                                           | Карел Хьоґер                                                                                            | Чехословаччина  |
| Невідомий острів               | Джек Бернхард                                          | Вірджинія Грей, Річард Деннінг, Бартон Маклейн                                                          | США             |
| 1949 рік                       |                                                        | |                 |
| Брюс Джентрі                   | Спенсер Гордон Беннет                                  | Томас Карр Том Ніл                                                                                      | США             |
| Король ракетників              | Фред К. Бреннон                                        | Трістрам Кофін, Мей Кларк                                                                               | США             |
| Могутній Джо Янг               | Ернест Б. Шодсак                                       | Террі Мур, Бен Джонсон, Роберт Армстронг                                                                | США             |
| Ідеальна жінка                 | Бернард Ноулз                                          | Патриція Рок, Стенлі Голловей, Найджел Патрік                                                           | Велика Британія |